# Pro Evolution Soccer 2010
Pro Evolution Soccer 2010 is het negende voetbalsimulatiespel uit de computerspelserie Pro Evolution Soccer. Het sportspel werd ontwikkeld en uitgebracht door Konami voor PlayStation 2, PlayStation 3, PlayStation Portable, Xbox 360, PC en Wii en kwam wereldwijd uit in 2009.